# Petronio Fancelli
Pour les articles homonymes, voir Fancelli.
Petronio Fancelli, né vers 1737 à Bologne et mort en 1800 dans la même ville, est un peintre ornemaniste italien de la Quadratura. Il est le père du peintre ornemaniste Pietro Fancelli.

## Biographie
Petronio Fancelli naît à Bologne en 1734. Son père Gaetano était un violoncelliste. Il étudie sous l'architecte Mauro Antonio Tesi. Il collabore notamment avec le peintre de figures Pietro Fabri, et peint pour la Madonna della Consolazione, près de la Porte Saragozza. Il a aussi peint au Palazzo Bianchi. Il décore pour l'église paroissale de Sant'Agata Bolognese la chapelle principale, ainsi que la quadrature (les murs) de la huitième chapelle. 
Il a aussi décoré le Palazzo Scarselli à Cento, l'église de Sant'Isaia (en) à Bologne, l'église de San Marino à Bentivoglio et la basilique de Sant'Antonio di Padova (it), elle aussi à Bologne. Il exécute aussi des fresques dans la Villa Bentivoglio à Pontecchio Polesine. Il meurt en 1800. Il a deux fils, Pietro et Giuseppe, tous deux peintres.
La Via Petronio Fancelli, une voie de Bologne, est nommée en son nom.